# 海灣集團
海灣集團有限公司，曾經是香港交易所上市公司。除牌當時為0416.HK，主要業務生產及分销消防报警系统、119消防网络系统及其他產品。

## 历史
海灣集團有限公司是宋佳城于1993年在河北省创办的，后于2005年海湾集团在香港上市，当时该公司被认为是中国国内消防行业的第一把交椅。自2006年起，该公司被聯合技術公司收購。到了2009年7月中，被聯合技術公司（後已成為公司旗下）全面收購成功後，正式退出香港股市。

## 外部參考
- 海灣集團
- 海灣控股前大股東遭申索 東方日報 （页面存档备份，存于）